# Cécile Neville (1425-1450)
Pour l’article homonyme, voir Cécile Neville.
Titres
Duchesse de Warwick
14 avril 1445 – 11 juin 1446
(1 an, 1 mois et 28 jours)
Comtesse de Warwick
30 avril 1439 – 11 juin 1446
(7 ans, 1 mois et 12 jours)
Comtesse de Worcester
16 juillet 1449 – 26 juillet 1450
(1 an et 10 jours)
Cécile Neville (vers 1425 – 26 juillet 1450) est une femme de la noblesse anglaise et un membre de la famille Neville.

## Biographie
Née vers 1425, Cécile Neville est la deuxième fille de Richard Neville, 5e comte de Salisbury, et de son épouse Alice Montagu. Elle est vraisemblablement prénommée en hommage à sa plus jeune tante Cécile Neville, future épouse de Richard Plantagenêt, 3e duc d'York. Dans le cadre d'une double alliance entre les familles Neville et Beauchamp, Cécile épouse en 1434 Henry de Beauchamp, le fils et héritier de Richard de Beauchamp, 13e comte de Warwick, tandis que son frère Richard épouse deux ans plus tard Anne, la sœur cadette d'Henry.
À la mort de son beau-père en 1439, Cécile devient comtesse de Warwick. En raison de ses très bonnes relations avec le roi Henri VI, Henry de Beauchamp reçoit la suzeraineté de l'île de Wight en 1444, puis est élevé au rang de duc de Warwick l'année suivante. Il meurt toutefois prématurément le 11 juin 1446 en ne laissant qu'une fille, Anne, alors âgée de deux ans. Mais Anne suit également son père dans la tombe et meurt en bas âge le 3 juin 1449. Le comté de Warwick est dès lors hérité par Richard Neville au nom de son épouse Anne.
Entretemps, Cécile Neville s'est remariée le 3 avril 1449 avec John Tiptoft, 1er comte de Worcester. Elle meurt toutefois dès le 26 juillet 1450 sans avoir donné naissance à d'autres enfants, et est inhumée auprès de son premier époux et d'autres membres de la famille de Beauchamp à l'abbaye de Tewkesbury. Vingt ans plus tard, le 18 octobre 1470, son second époux est exécuté pour haute trahison avec l'assentiment de son frère Richard Neville, alors à la tête du gouvernement d'Henri VI et ce malgré leurs précédents liens familiaux.